# ダニエル・タイス
ダニエル・タイス（Daniel Theis, 1992年4月4日 - ）は、ドイツのニーダーザクセン州ザルツギッター出身のプロバスケットボール選手。ポジションはセンターまたはパワーフォワード。

## 経歴

### NBA以前

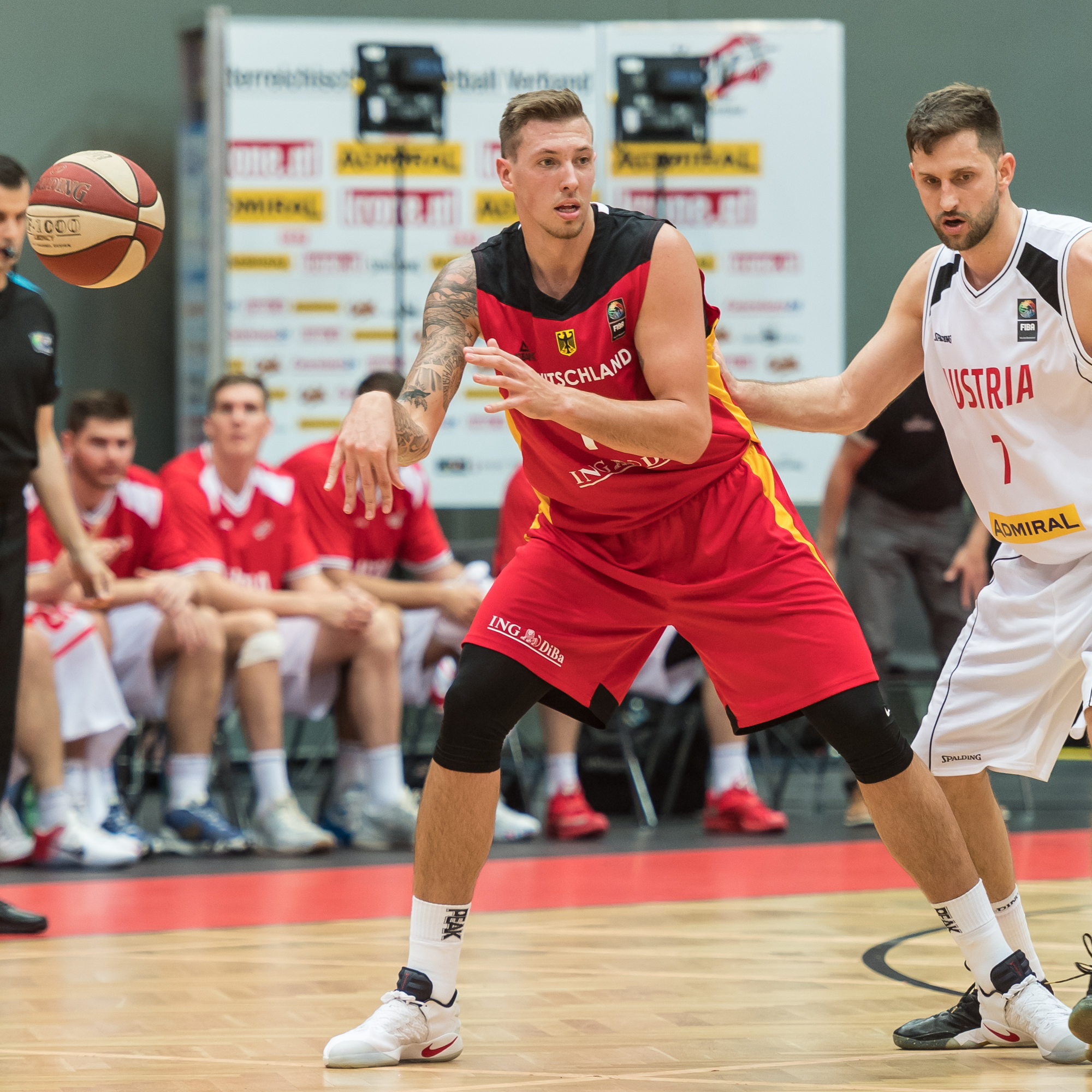
2016年

2008年、ドイツのバスケットボールチーム、ブラウンシュヴァイク (ドイツ語版) でプロ入り。2013-14シーズンにはリーグ (BBL) の最優秀若手選手賞を受賞。2014年夏にNBAサマーリーグにワシントン・ウィザーズの一員として参加し、ドイツ帰国後の8月に、国内リーグの強豪チーム、ブローゼ・バスケッツ (現 ブローゼ・バンベルク) と契約。加入1年目の2014-15シーズンに、BBLファイナルでFCバイエルン・ミュンヘンを3勝2敗で下し、リーグ優勝を達成した。

### ボストン・セルティックス
2017年6月19日にNBAのボストン・セルティックスと2年契約を結んだことが報じられ、7月20日に正式契約をした。同年10月17日、シーズン開幕のクリーブランド・キャバリアーズ戦で控え選手として初デビュー。翌18日のミルウォーキー・バックス戦で初めて試合に出場、26日の同バックス戦では先発選手として初出場を果たした。翌年3月11日のインディアナ・ペイサーズ戦で負った右膝半月板の負傷により2017-18シーズンの残り全試合を欠場することとなった。

### シカゴ・ブルズ
2021年3月25日にワシントン・ウィザーズも含めた3チーム間のトレードでシカゴ・ブルズへ移籍した。

### ヒューストン・ロケッツ
2021年8月7日にサイン・アンド・トレードでヒューストン・ロケッツへ移籍し、ロケッツと4年総額3,600万ドルの契約を結んだ。

### セルティックス復帰
2022年2月10日にブルーノ・フェルナンド、エネス・カンター・フリーダム、デニス・シュルーダーとのトレードで、古巣であるセルティックスへ移籍した。

### インディアナ・ペイサーズ
2022年7月9日にマルコム・ブログドンとのトレードで、ニック・スタウスカス、アーロン・ネスミス、ジュワン・モーガン、2023年のドラフト1巡目指名権と共にインディアナ・ペイサーズへ移籍した。

### ロサンゼルス・クリッパーズ
2023年11月17日にロサンゼルス・クリッパーズとの契約に合意した。

### ニューオーリンズ・ペリカンズ
2024年7月9日にニューオーリンズ・ペリカンズとの契約に合意した。2025年2月5日、金銭との引き換えでドラフト1巡目指名権と共にオクラホマシティ・サンダーにトレードされたが翌日にサンダーからウェイブされた。

### ASモナコ・バスケット
2025年2月17日、ユーロリーグとLNBエリートに所属するASモナコ・バスケットへの加入が発表された

## 代表歴
2014年にドイツ代表に初招集され、以降は中心選手として活躍する。
2017年ユーロバスケット、2019年FIBAワールドカップ、2022年ユーロバスケットに出場。

## プレースタイル
オフェンスでは味方を生かすプレーが身の上で、ハイピックアンドロールオフェンスのスクリーナーを担う。優れたハンドラーやウィングの選手が多かったセルティックスにおいては、彼のハイピックスクリーンからオフェンスをスタートするのが基本の形であった。スクリーンセット後は、ロールしてのリムアタック、ポップしてミドルジャンパー及び3Pシュート、ペイント内でのコースを空けるスクリーンなどを、状況に応じて行う。
ディフェンスでは主にペリメーター内に待機し、相手の3Pへの対応とドライブレーンの封鎖を行う。ペイント内へボールを入れられた場合は、機動力を生かし後方からブロックを行う。中間距離を取ることにより、クローズアウト、リムプロテクト、ダブルチームを実施する。
攻守両面でスタッツには残らないが、チームには欠かせないプレーを行うスタイルのため過小評価気味の選手ではあるが、シャキール・オニールは「あの選手はすべてのプレーでコートを走り回っている」と、『汗かき役』に徹するタイスを評価し、『バードマン』の愛称で知られるクリス・アンダーセンと比較して絶賛した。

## 個人成績

### NBA

#### レギュラーシーズン
| シーズン | チーム | GP  | GS  | MPG  | FG%  | 3P%  | FT%  | RPG | APG | SPG | BPG | TO  | PPG  |
| -------- | ------ | --- | --- | ---- | ---- | ---- | ---- | --- | --- | --- | --- | --- | ---- |
| 2017–18  | BOS    | 63  | 3   | 14.9 | .541 | .310 | .753 | 4.3 | .9  | .5  | .8  | .9  | 5.3  |
| 2018–19  | BOS    | 66  | 2   | 13.8 | .549 | .388 | .737 | 3.4 | 1.0 | .3  | .6  | .5  | 5.7  |
| 2019–20  | BOS    | 65  | 64  | 24.1 | .566 | .333 | .763 | 6.6 | 1.7 | .6  | 1.3 | .8  | 9.2  |
| 2020–21  | BOS    | 42  | 37  | 24.5 | .552 | .347 | .687 | 5.2 | 1.6 | .6  | 1.0 | 1.0 | 9.5  |
| 2020–21  | CHI    | 23  | 14  | 25.0 | .522 | .281 | .651 | 5.9 | 1.8 | .7  | .6  | 1.1 | 10.0 |
| 2021–22  | HOU    | 26  | 21  | 22.5 | .469 | .291 | .675 | 5.0 | .8  | .4  | .7  | 1.2 | 8.4  |
| 2021–22  | BOS    | 21  | 6   | 18.7 | .598 | .357 | .688 | 4.7 | 1.0 | .4  | .7  | .7  | 7.9  |
| 2022–23  | IND    | 7   | 1   | 15.6 | .477 | .182 | .417 | 3.1 | 1.3 | .3  | .9  | .4  | 7.0  |
| 2023–24  | IND    | 1   | 0   | 8.4  | .250 | .000 | ---  | .0  | .0  | .0  | .0  | .0  | 2.0  |
| 2023–24  | LAC    | 59  | 3   | 17.1 | .536 | .371 | .760 | 4.1 | 1.0 | .4  | .9  | .7  | 6.3  |
| 2024–25  | NOP    | 38  | 9   | 16.3 | .473 | .243 | .838 | 4.3 | 1.6 | .5  | .5  | .7  | 4.3  |
| 通算     | 通算   | 411 | 160 | 18.8 | .537 | .326 | .726 | 4.7 | 1.3 | .5  | .8  | .8  | 7.1  |

#### プレーオフ
| シーズン | チーム | GP | GS | MPG  | FG%   | 3P%   | FT%   | RPG | APG | SPG | BPG | TO | PPG |
| -------- | ------ | -- | -- | ---- | ----- | ----- | ----- | --- | --- | --- | --- | -- | --- |
| 2019     | BOS    | 7  | 0  | 6.0  | .357  | .000  | 1.000 | 1.4 | .0  | .1  | .1  | .1 | 1.7 |
| 2020     | BOS    | 17 | 17 | 28.4 | .521  | .154  | .788  | 7.1 | 1.5 | .4  | 1.2 | .9 | 8.9 |
| 2022     | BOS    | 16 | 5  | 12.5 | .588  | .214  | .750  | 3.3 | .7  | .3  | .5  | .7 | 4.3 |
| 2024     | LAC    | 1  | 0  | 4.4  | 1.000 | 1.000 | ---   | 1.0 | .0  | .0  | .0  | .0 | 3.0 |
| 通算     | 通算   | 41 | 22 | 17.8 | .530  | .186  | .791  | 4.5 | .9  | .3  | .7  | .7 | 5.8 |

### ユーロリーグ
| シーズン | チーム               | GP | GS | MPG  | FG%  | 3P%  | FT%  | RPG | APG | SPG | BPG | PPG | PIR  |
| -------- | -------------------- | -- | -- | ---- | ---- | ---- | ---- | --- | --- | --- | --- | --- | ---- |
| 2015–16  | ブローゼ・バンベルク | 24 | 1  | 19.6 | .536 | .389 | .764 | 4.4 | .5  | .5  | .6  | 9.2 | 9.4  |
| 2016–17  | ブローゼ・バンベルク | 30 | 1  | 19.7 | .598 | .410 | .709 | 4.6 | .7  | .7  | .9  | 9.6 | 10.7 |
| 通算     | 通算                 | 54 | 2  | 19.7 | .571 | .400 | .736 | 4.5 | .6  | .6  | .8  | 9.4 | 10.1 |